# Николаева, Елена Владиславовна
Еле́на Владисла́вовна Никола́ева (р. 1955) — советский и российский кинорежиссёр и сценаристка.

## Биография
Происходит из рода ссыльных поляков. Родилась в писательской семье. Поступила на исторический факультет МГУ, но через некоторое время забрала документы. Работала на абаканском телевидении.
В 1981 году окончила факультет режиссуры ВГИК (мастерская Е. Дзигана).
В 90-е годы XX века и первой половине нулевых годов XXI века работала в документальном кино и рекламе.

## Личная жизнь
Муж — Алексей Рудаков, кинорежиссёр, сценарист. Сын — Иван Рудаков (19 октября 1978 — 16 января 2022), актёр, рок-певец.

## Награды и премии
- Гран-при Флорентийского кинофестиваля (1989, фильм «Абориген»).

## Фильмография

### Режиссёр
- 1988 — Абориген
- 1991 — Сексказка
- 2005 — Попса
- 2007 — Ванечка
- 2007 — Служба доверия
- 2008 — Девочка
- 2008 — Не отрекаются любя…
- 2008 — Самая красивая 2
- 2009 — История лётчика
- 2010 — Единственный мужчина
- 2011 — Контригра
- 2012 — Ангел в сердце
- 2013 — Эйнштейн. Теория любви
- 2014 — Алёшкина любовь
- 2014 — Манекенщица
- 2016 — Комиссарша
- 2019 — Ланцет
- 2020 — Медиум
- 2022 — Цыплёнок жареный

#### Режиссёр сюжетов «Ералаша»
- 1986 — Выпуск № 59 (сюжет «Зараза»)
- 1987 — Выпуск № 61 (сюжет «Шпаргалка»)
- 1987 — Выпуск № 62 (сюжет «Сладкая жизнь»)

### Сценаристка
- 1991 — Сексказка (совместно с Алексеем Рудаковым)